# Centro de Información y Educación para la Prevención del Abuso de Drogas
De sigle CEDRO, le Centro de Información y Educación para la Prevención del Abuso de Drogas (Centre d’information et d’éducation pour la prévention de l’abus des drogues) est une association à but non lucratif péruvienne dont l'objectif est la prévention de toutes les drogues au Pérou.
CEDRO a été fondée en 1986 à Lima par un groupe de Péruviens de profession et d'origine variées. L'approche de cette association est plutôt originale car elle ne se limite pas la seule prévention de l'usage des drogues. En effet, elle s'efforce de faire prendre conscience à la population du fonctionnement de la chaîne production - trafic - consommation. Pour ce faire, elle dispose de moyens et de relais importants, en particulier un partenariat avec plus de 1000 institutions.
Elle travaille étroitement avec l'État péruvien. Son activité se concentre entre autres sur les enfants de la rue car ce sont eux qui risquent le plus de devenir dépendants des drogues et des trafics liés à la drogue. CEDRO a installé un centre d'accueil pour ces jeunes à Lima. On leur propose des activités de loisirs, par exemple des cours de musique, de dessin ou de langues ainsi que des activités sportives.
Un autre but important de CEDRO est d’informer la population sur l’abus de drogues et sur ses conséquences, faisant des workshops, des présentations et en participant à des foires.
Depuis 2002 les autrichiens devant effectuer leur service civil ont la possibilité de le faire avec CEDRO (grâce à l’Association des Services à l’Étranger).

## Voir également